# Robbe Ghys
Kenny De Ketele (Hasselt, Limburg, 11 de gener de 1997) és un ciclista belga que combina la carretera amb el ciclisme en pista.

## Palmarès en pista
- 2017
  -  Campió d'Europa sub-23 en Madison (amb Lindsay De Vylder)

### Resultats a laCopa del Món
- 2016-2017
  - 1r a Apeldoorn, en Madison
- 2017-2018
  - 1r a Pruszków, en Scratch

## Palmarès en ruta
- 2016
  - 1r al Gran Premi Etienne De Wilde
- 2017
  - Vencedor d'una etapa a la Volta al Brabant flamenc
  - Vencedor d'una etapa a la Volta a Flandes Oriental
- 2018
  - Vencedor d'una etapa a la Rás Tailteann
- 2021
  - Vencedor d'una etapa a la Volta a Bèlgica

### Resultats a la Volta a Espanya
- 2023. No surt (13a etapa)